# Los Castillos (Herrera)
Los Castillos es un corregimiento del distrito de Parita en la provincia de Herrera, República de Panamá. La población tiene 745 habitantes (2010).